# پاسکال ورلاین
پاسکال ورلاین (انگلیسی: Pascal Wehrlein؛ زادهٔ ۱۸ اکتبر ۱۹۹۴ در زیگمارینگن) رانندهٔ مسابقات اتومبیل‌رانی اهل آلمان است که اکنون رانندهٔ توسعهٔ تیم فرمول یک اسکودریا فراری است و پیش از این با تیم‌های سائوبر و مانور در مسابقات جهانی فرمول یک شرکت کرده‌است.